# 茶壺

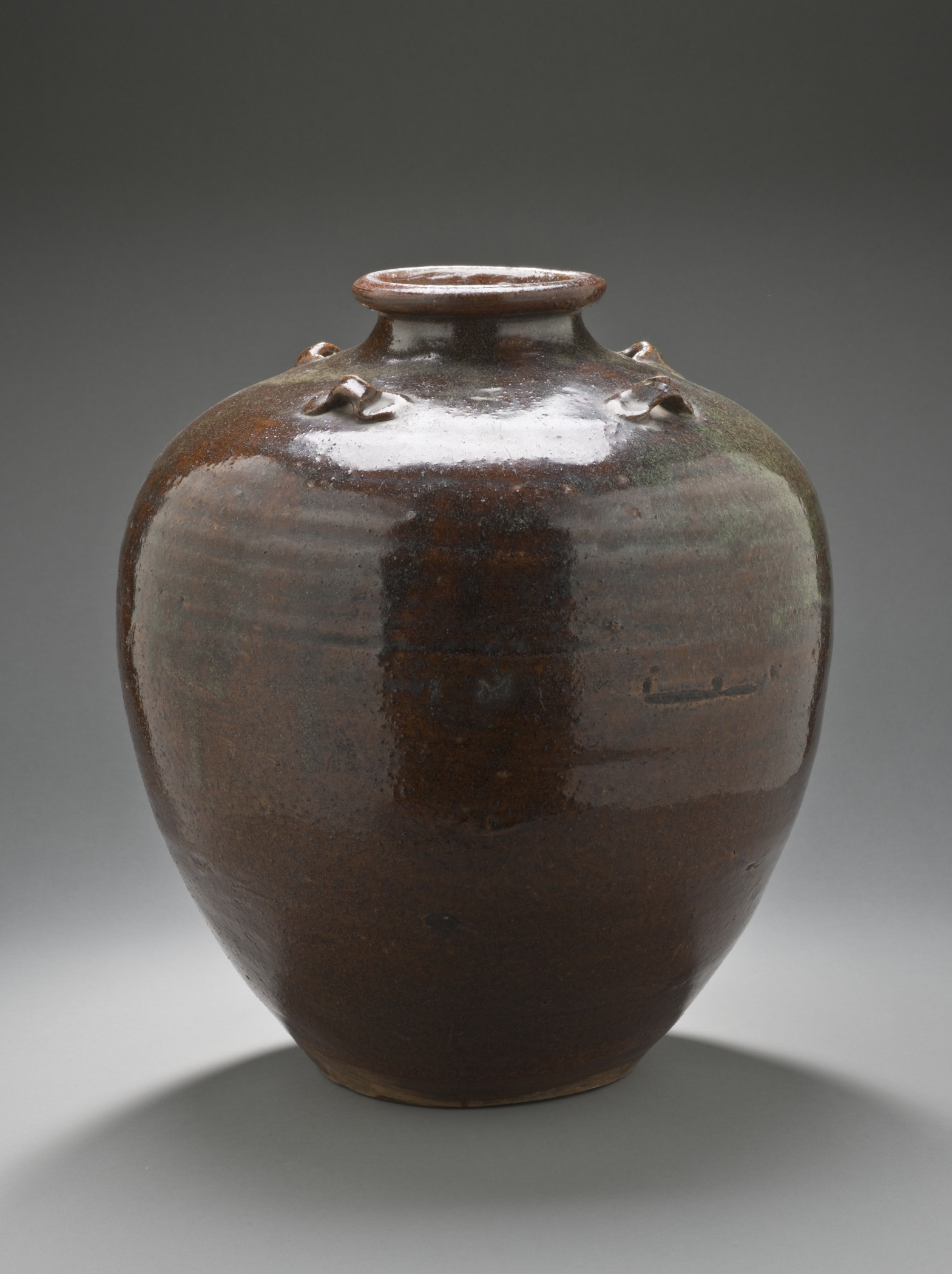
茶壺（LACMA所蔵）

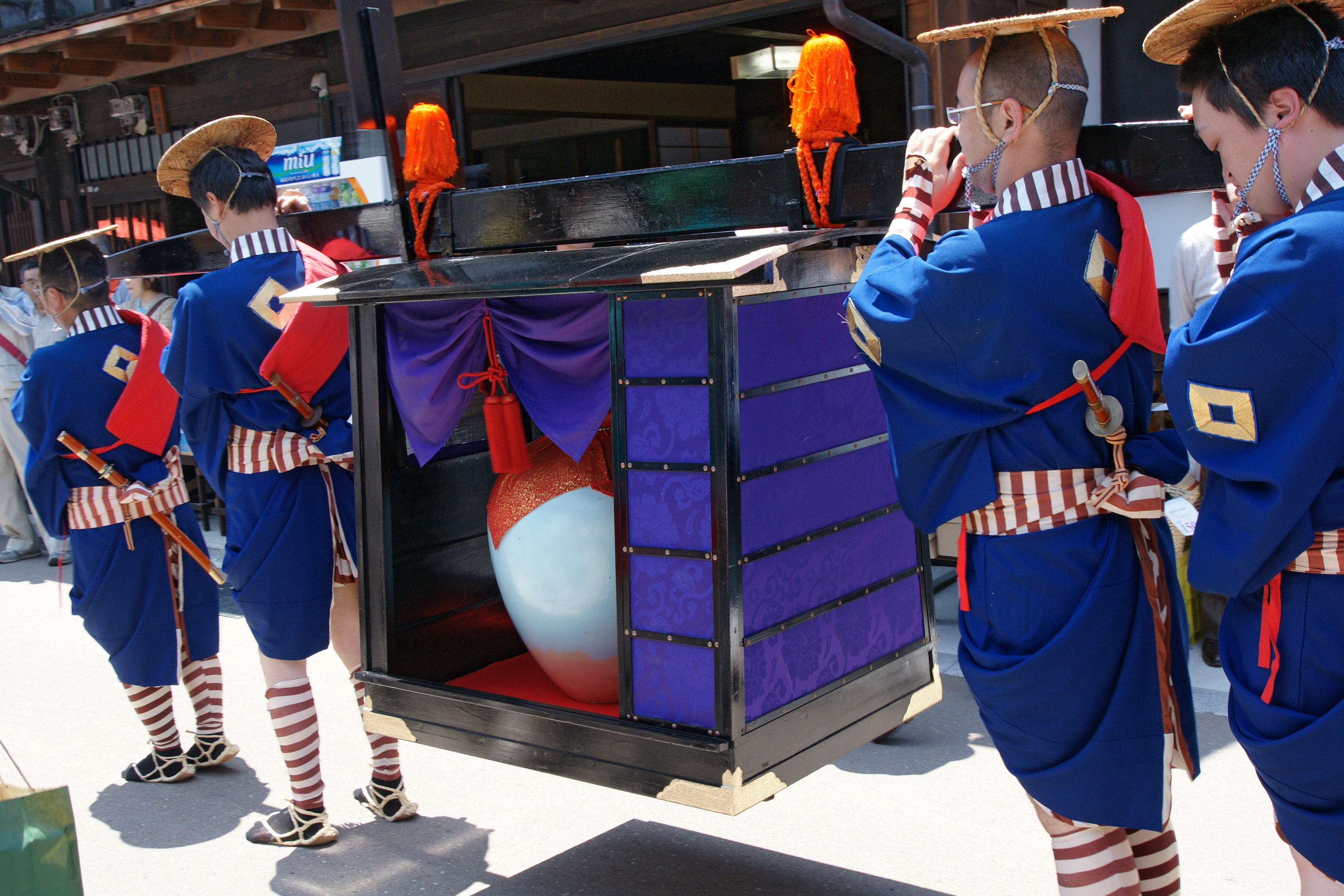
茶壺道中の様子（旧奈良井宿/長野県塩尻市で撮影）

茶壺（ちゃつぼ）とは、石臼で擂りつぶす前の抹茶、すなわち碾茶（葉茶）を保管するために用いられる陶器製の壺（葉茶壺）である。古くは抹茶を入れる茶入を「小壺」と呼んだことに対して大壺とも称された。

## 歴史
一般的には、蓋を縛るための紐通しの輪を上部に4つ付け、表面に釉薬を掛けて焼かれた大型の壺である。中国で生産され、香辛料などを運ぶための道具として、日本にもたらされた。日本国内で茶道が盛んになると、茶壺として使われるようになり、茶碗や釜などと同じく茶席をかざる重要な道具の一つとみなされ、国内でも生産されるようになった。
茶壺は、現在でこそ飾り気の無い地味な陶器のように思われるが、中世の日本ではこのような釉薬のかかった壺は輸入に頼らざるを得なかった。その中で、形や作行の優れたものが尊ばれていたのだろう。特にフィリピンのルソン経由でもたらされたものを「呂宋（るそん）」と呼んでおり、茶壷の中でも重要視されている。呂宋壺の中で文字や紋様のないものは「真壺（まつぼ）」と呼ばれ、「島物」に分類される。
こうした立派な壺は鑑賞の対象であり、室町時代には茶道具の中で最も重要視されていた。足利義教は茶壺に「注連の縄」という銘を付けていたが、これは茶道具に銘が付けられた例としては最初期のものと言える。しかし小間の茶の湯が盛んになるにつれて次第にその座を茶入に奪われていった。
また茶の湯の拡大に伴って需要が増えると備前焼や信楽焼でも茶壺が作られるようになり、江戸時代には野々村仁清が室礼専用の色絵金彩の茶壺を制作している。

## 茶壺道中
江戸時代、徳川将軍家に献上するための宇治茶を茶壺に入れて運ぶ行列が行われ、東海道や中山道の街道筋では「茶壺道中」「宇治茶壺道中」と呼ばれた。幕府が宇治茶の上納を命じる宇治採茶師をはじめて派遣したのは1613年（慶長18年）とされ、寛永10年（1633年）に茶壺道中が制度化された。
茶壺道中は権威の高いものであり、茶壺が通行する際には、大名も駕籠を降りなければならず、街道沿いの村々には街道の掃除が命じられ、さらには街道沿いの田畑の耕作が禁じられたほどであった。童歌の「ずいずいずっころばし」は、茶壺道中を風刺したものと言われる。
寛永10年（1633年）から幕末まで続いたこの行事は、江戸時代中期に徳川吉宗の倹約令が出るまでは行列の規模が年々ふくれあがり、その数は一時は数百人から数千人にも達したという。